# 1968年ベルギーグランプリ
1968年ベルギーグランプリ (1968 Belgian Grand Prix) は、1968年のF1世界選手権第4戦として、1968年6月9日にスパ・フランコルシャンで開催された。
28周で行われたレースは、マクラーレンのブルース・マクラーレンが6番手スタートから優勝、BRMのペドロ・ロドリゲスが2位、フェラーリのジャッキー・イクスが3位となった。

## 背景
前戦モナコグランプリでロータス・49Bのフロントノーズに初めてウイングが装着されたが、このアイデアはフェラーリやブラバムにも採用された。フェラーリはエースのクリス・エイモンの312にリアウイングを初めて装着し、エイモンのチームメイトであるジャッキー・イクスの312にはウイングが装着されなかった。ブラバムはジャック・ブラバムのBT26にリアウイングを装着し、揚力に対抗するためフロントノーズにダイブプレーンを取り付けた。次戦オランダグランプリにはイクスの312にもウイングが装着された（そして他チームもこのアイデアを採用していった）。
インディ500でダン・ガーニーが2位、デニス・ハルムは4位となった。

## エントリー
前戦モナコGPを欠場したフェラーリのエイモンとイクスが復帰し、右腕を骨折したジャッキー・スチュワートもマトラ・インターナショナルに復帰したが、しばらくは副え木を当てての参戦を強いられた。ルシアン・ビアンキはクーパーに留まり、ルドビコ・スカルフィオッティの後任となった。

### エントリーリスト
| チーム                                                      | No. | ドライバー                     | コンストラクター | シャシー | エンジン                         | タイヤ |
| ----------------------------------------------------------- | --- | ------------------------------ | ---------------- | -------- | -------------------------------- | ------ |
| ゴールドリーフ・チーム・ロータス                            | 1   | グラハム・ヒル                 | ロータス         | 49B      | フォード・コスワース DFV 3.0L V8 | F      |
| ゴールドリーフ・チーム・ロータス                            | 2   | ジャッキー・オリバー           | ロータス         | 49B      | フォード・コスワース DFV 3.0L V8 | F      |
| ロブ・ウォーカー/ジャック・ダーラッシャー・レーシングチーム | 3   | ジョー・シフェール             | ロータス         | 49       | フォード・コスワース DFV 3.0L V8 | F      |
| ブルース・マクラーレン・モーターレーシング                  | 5   | ブルース・マクラーレン         | マクラーレン     | M7A      | フォード・コスワース DFV 3.0L V8 | G      |
| ブルース・マクラーレン・モーターレーシング                  | 6   | デニス・ハルム                 | マクラーレン     | M7A      | フォード・コスワース DFV 3.0L V8 | G      |
| マトラ・インターナショナル                                  | 7   | ジャッキー・スチュワート       | マトラ           | MS10     | フォード・コスワース DFV 3.0L V8 | D      |
| ホンダ・レーシング                                          | 8   | クリス・アーウィン 1           | ホンダ           | RA300    | ホンダ RA273E 3.0L V12           | F      |
| ホンダ・レーシング                                          | 20  | ジョン・サーティース           | ホンダ           | RA301    | ホンダ RA301E 3.0L V12           | F      |
| マトラ・スポール                                            | 10  | ジャン＝ピエール・ベルトワーズ | マトラ           | MS11     | マトラ MS9 3.0L V12              | D      |
| オーウェン・レーシング・オーガニゼーション                  | 11  | ペドロ・ロドリゲス             | BRM              | P133     | BRM P142 3.0L V12                | G      |
| オーウェン・レーシング・オーガニゼーション                  | 12  | リチャード・アトウッド         | BRM              | P126     | BRM P142 3.0L V12                | G      |
| レグ・パーネル・レーシング                                  | 14  | ピアス・カレッジ               | BRM              | P126     | BRM P142 3.0L V12                | G      |
| クーパー・カー・カンパニー                                  | 15  | ルシアン・ビアンキ             | クーパー         | T86B     | BRM P142 3.0L V12                | F      |
| クーパー・カー・カンパニー                                  | 16  | ブライアン・レッドマン         | クーパー         | T86B     | BRM P142 3.0L V12                | F      |
| ヨアキム・ボニエ・レーシングチーム                          | 17  | ヨアキム・ボニエ               | マクラーレン     | M5A      | BRM P142 3.0L V12                | G      |
| ブラバム・レーシング・オーガニゼーション                    | 18  | ジャック・ブラバム             | ブラバム         | BT26     | レプコ 860 3.0L V8               | G      |
| ブラバム・レーシング・オーガニゼーション                    | 19  | ヨッヘン・リント               | ブラバム         | BT26     | レプコ 860 3.0L V8               | G      |
| アングロ・アメリカン・レーサーズ                            | 21  | ダン・ガーニー 2               | イーグル         | T1G      | ウェスレイク 58 3.0L V12         | G      |
| スクーデリア・フェラーリ SpA SEFAC                          | 22  | クリス・エイモン               | フェラーリ       | 312/67   | フェラーリ 242 3.0L V12          | F      |
| スクーデリア・フェラーリ SpA SEFAC                          | 23  | ジャッキー・イクス             | フェラーリ       | 312/67   | フェラーリ 242 3.0L V12          | F      |
| ソース:                                                     |     |                                |                  |          |                                  |        |

追記
- ^1 - アーウィンはニュルブルクリンク1000kmレース（英語版）で負傷したため不参加[8]
- ^2 - マシンが準備できず[9]

## 予選
クリス・エイモンがウイングを装着したフェラーリ・312で、2番手のジャッキー・スチュワート（マトラ・インターナショナル）に4秒の差を付けてポールポジションを獲得した。ウイングを装着しなかったジャッキー・イクスは3番手で、フェラーリ勢がフロントローの3台のうち2台を占めた。2列目はジョン・サーティース（ホンダ）とデニス・ハルム（マクラーレン）、3列目はブルース・マクラーレン（マクラーレン）、ピアス・カレッジ（レグ・パーネル・レーシングのBRM）、ペドロ・ロドリゲス（BRM）が占めた。グラハム・ヒルとジャッキー・オリバーのロータス勢は金曜日に2台ともマシントラブルを抱え、土曜日が雨となったため、後ろから2列目に沈んだ。
その土曜日にルドビコ・スカルフィオッティがロスフェルドで行われたヒルクライムの事故で亡くなったというニュースが流れた。それは4月のジム・クラーク、5月のマイク・スペンスに続く、この年3人目となる現役F1ドライバーの訃報であった。

### 結果
| 順位    | No. | ドライバー                     | コンストラクター      | タイム  | 差      | グリッド |
| ------- | --- | ------------------------------ | --------------------- | ------- | ------- | -------- |
| 1       | 22  | クリス・エイモン               | フェラーリ            | 3:28.6  | -       | 1        |
| 2       | 7   | ジャッキー・スチュワート       | マトラ-フォード       | 3:32.3  | +3.7    | 2        |
| 3       | 23  | ジャッキー・イクス             | フェラーリ            | 3:34.3  | +5.7    | 3        |
| 4       | 20  | ジョン・サーティース           | ホンダ                | 3:35.0  | +6.4    | 4        |
| 5       | 6   | デニス・ハルム                 | マクラーレン-フォード | 3:35.4  | +6.8    | 5        |
| 6       | 5   | ブルース・マクラーレン         | マクラーレン-フォード | 3:37.1  | +8.5    | 6        |
| 7       | 14  | ピアス・カレッジ               | BRM                   | 3:37.2  | +8.6    | 7        |
| 8       | 11  | ペドロ・ロドリゲス             | BRM                   | 3:37.8  | +9.2    | 8        |
| 9       | 3   | ジョー・シフェール             | ロータス-フォード     | 3:39.0  | +10.4   | 9        |
| 10      | 16  | ブライアン・レッドマン         | クーパー-BRM          | 3:41.4  | +12.8   | 10       |
| 11      | 12  | リチャード・アトウッド         | BRM                   | 3:45.2  | +16.6   | 11       |
| 12      | 15  | ルシアン・ビアンキ             | クーパー-BRM          | 3:45.9  | +17.3   | 12       |
| 13      | 10  | ジャン＝ピエール・ベルトワーズ | マトラ                | 3:52.9  | +24.3   | 13       |
| 14      | 1   | グラハム・ヒル                 | ロータス-フォード     | 4:06.1  | +37.5   | 14       |
| 15      | 2   | ジャッキー・オリバー           | ロータス-フォード     | 4:30.8  | +1:02.2 | 15       |
| 16      | 17  | ヨアキム・ボニエ               | マクラーレン-BRM      | 4:34.3  | +1:05.7 | 16       |
| 17      | 19  | ヨッヘン・リント               | ブラバム-レプコ       | 4:46.7  | +1:18.1 | 17       |
| 18      | 18  | ジャック・ブラバム             | ブラバム-レプコ       | No Time | -       | 18       |
| ソース: |     |                                |                       |         |         |          |

## 決勝
日曜日はくすんだ曇り空で、スタートでクリス・エイモンがリードし、ジャッキー・イクス、ジョン・サーティース、デニス・ハルムがエイモンを追ったが、2周目にサーティースがリードを奪った。グラハム・ヒル、リチャード・アトウッド、ジャック・ブラバム、ヨッヘン・リントがマシントラブルに巻き込まれ、相次いでリタイアした。
ブライアン・レッドマンは7周目にサスペンションが壊れ、コンクリートウォールを超えて駐車されていた車に激突したためリタイアし、そのままサーキットを離れた。マシンは炎上したが、レッドマン自身は右腕の骨折といくつかの軽度の火傷で済んだ。
その後まもなく、エイモンはサーティースが撒き散らした小石がオイルラジエーターに当たり、そこからオイルが漏れてリアタイヤが滑り、コースアウトを喫してリタイアとなり、首位のサーティースも12周目に左リアサスペンションのロアアームがモノコックから剥離してしまい、姿を消した。これでハルムがリードを奪ったが、すぐにジャッキー・スチュワートに追い越され、ハルムのドライブシャフトが破損して減速するまで2人は目まぐるしく首位の座を入れ替えた。これでスチュワートはブルース・マクラーレンに30秒の差を付けてリードしたが、残り2周で燃料を使い果たしてピットインしてしまい、マクラーレンが首位に立ってそのままチェッカーフラッグを受けた。ペドロ・ロドリゲスが2位、イクスは3位でフィニッシュした。
ブルース・マクラーレンは1962年モナコグランプリ以来6年ぶりに通算4勝目を挙げ、ジャック・ブラバムに次ぐ自らの名を冠したマシンでF1世界選手権レースを制した2人目（オーナー兼ドライバーを含めると、前年のベルギーグランプリでイーグルのダン・ガーニーが勝って以来3人目）のドライバーとなった。また、マクラーレンチームにとっても記念すべきF1世界選手権における初勝利であった。

### 結果
| 順位    | No. | ドライバー                     | コンストラクター      | 周回数 | タイム/リタイア原因 | グリッド | ポイント |
| ------- | --- | ------------------------------ | --------------------- | ------ | ------------------- | -------- | -------- |
| 1       | 5   | ブルース・マクラーレン         | マクラーレン-フォード | 28     | 1:40:02.1           | 6        | 9        |
| 2       | 11  | ペドロ・ロドリゲス             | BRM                   | 28     | +12.1               | 8        | 6        |
| 3       | 23  | ジャッキー・イクス             | フェラーリ            | 28     | +39.6               | 3        | 4        |
| 4       | 7   | ジャッキー・スチュワート       | マトラ-フォード       | 27     | 燃料切れ            | 2        | 3        |
| 5       | 2   | ジャッキー・オリバー           | ロータス-フォード     | 26     | トランスミッション  | 15       | 2        |
| 6       | 15  | ルシアン・ビアンキ             | クーパー-BRM          | 26     | +2 Laps             | 12       | 1        |
| 7       | 3   | ジョー・シフェール             | ロータス-フォード     | 25     | 油圧                | 9        |          |
| 8       | 10  | ジャン＝ピエール・ベルトワーズ | マトラ                | 25     | +3 Laps             | 13       |          |
| Ret     | 14  | ピアス・カレッジ               | BRM                   | 22     | エンジン            | 7        |          |
| Ret     | 6   | デニス・ハルム                 | マクラーレン-フォード | 18     | ハーフシャフト      | 5        |          |
| Ret     | 20  | ジョン・サーティース           | ホンダ                | 11     | サスペンション      | 4        |          |
| Ret     | 22  | クリス・エイモン               | フェラーリ            | 8      | ラジエーター        | 1        |          |
| Ret     | 16  | ブライアン・レッドマン         | クーパー-BRM          | 6      | スピンオフ          | 10       |          |
| Ret     | 12  | リチャード・アトウッド         | BRM                   | 6      | オイルパイプ        | 11       |          |
| Ret     | 18  | ジャック・ブラバム             | ブラバム-レプコ       | 6      | スロットル          | 18       |          |
| Ret     | 1   | グラハム・ヒル                 | ロータス-フォード     | 5      | ハーフシャフト      | 14       |          |
| Ret     | 19  | ヨッヘン・リント               | ブラバム-レプコ       | 5      | エンジン            | 17       |          |
| Ret     | 17  | ヨアキム・ボニエ               | マクラーレン-BRM      | 1      | ホイール            | 16       |          |
| ソース: |     |                                |                       |        |                     |          |          |

ファステストラップ
- ジョン・サーティース - 3:30.5（5周目）

ラップリーダー
- クリス・エイモン - 1周 (Lap 1)
- ジョン・サーティース - 9周 (Lap 2-10)
- デニス・ハルム - 2周 (Lap 11, 15)
- ジャッキー・スチュワート - 15周 (Lap 12-14, 16-27)
- ブルース・マクラーレン - 1周 (Lap 28)

## 達成された記録
- ファステストラップの最高平均速度 - ジョン・サーティース (241.140km/h)
- 最高平均速度での勝利 - ブルース・マクラーレン (236.797km/h)
- 最多エントリー - ジャック・ブラバム (100)

- 節目となった記録:
  - 100戦目のエントリー - ジャック・ブラバム （ドライバー）
  - 10回目のファステストラップ -  ジョン・サーティース （ドライバー）
  - 初優勝 - マクラーレン （コンストラクター）

- 最後の優勝: ブルース・マクラーレン

## 第4戦終了時点のランキング
|         | 順位 | ドライバー             | ポイント |
| ------- | ---- | ---------------------- | -------- |
|         | 1    | グラハム・ヒル         | 24       |
|         | 2    | デニス・ハルム         | 10       |
| 14      | 3    | ブルース・マクラーレン | 9        |
| 1       | 4    | ジム・クラーク         | 9        |
| 10      | 5    | ペドロ・ロドリゲス     | 6        |
| ソース: |      |                        |          |

|         | 順位 | コンストラクター      | ポイント |
| ------- | ---- | --------------------- | -------- |
|         | 1    | ロータス-フォード     | 29       |
|         | 2    | マクラーレン-フォード | 17       |
| 1       | 3    | BRM                   | 12       |
| 1       | 4    | クーパー-BRM          | 9        |
| 1       | 5    | フェラーリ            | 7        |
| ソース: |      |                       |          |

- 注:  トップ5のみ表示。前半6戦のうちベスト5戦及び後半6戦のうちベスト5戦がカウントされる。